# Стили Холоу (Оклахома)
Стили Холоу (енгл. Steely Hollow) насељено је место без административног статуса у америчкој савезној држави Оклахома.

## Демографија
По попису из 2010. године број становника је 206.
| Група             | 2000.    | 2010.       |
| Белци             | 0 (0,0%) | 103 (50,0%) |
| Афроамериканци    | 0 (0,0%) | 1 (0,5%)    |
| Азијати           | 0 (0,0%) | 1 (0,5%)    |
| Хиспаноамериканци | 0 (0,0%) | 9 (4,4%)    |
| Укупно            | 0        | 206         |